# Henrik Rung
Henrik Rung, född den 31 mars 1807, död den 12 december 1871, var en dansk tonsättare, far till  meteorologen Georg Rung, dirigenten Frederik Rung och operasångerskan Sophie Keller.
Rung studerade under Hardenack Otto Conrad Zinck, Christoph Ernst Friedrich Weyse med flera och blev 1834 anställd i Det Kongelige Kapel i Köpenhamn. För sin musik till Henrik Hertz' Svend Dyrings huus (1837) fick han ett stipendium för tre år, varpå han i Italien och Paris studerade vokalmusik.
Efter sin återkomst blev han 1842 anställd som "syngemester" vid Det Kongelige Teater. Sedan 1851 var han grundare av och dirigent för Cæciliaforeningen, vars medlemmar till stor del var hans elever, och vars huvudsakliga uppgift var att odla den äldre italienska kyrkomusiken.
Bland hans elever kan nämnas Catharine Simonsen och Leocadie Gerlach. Utom till nyss nämnda skådespel komponerade han musiken till flera andra, även operor (Stormen paa Kjöbenhavn) och andra vokalverk. Mest känd blev han genom sina romanser, av vilka en del blivit verkliga folksånger.

## Utmärkelser
- Riddare av Dannebrogorden,  1862[8]
- Professors namn,  1866[8]

[Redigera Wikidata]